# Catteleia
Catteleia és una associació empresarial de la Comunitat de Madrid de clubs on s'exerceix la prostitució fundada l'1 d'abril de 2005.
Defèn la regulació de la prostitució voluntària, considerant-se contra "l'explotació sexual, el proxenetisme o qualsevol forma de tràfic de persones". Afirmen que ofereixen higiene i seguretat als seus clubs. Proposen a les administracions que al regular l'activitat econòmica de les prostitutes destinen una part de la recol·lecta d'impostos a la lluita contra les màfies i els proxenetes, creació de guarderies per als fills de les prostitutes i segurs privats per a les ajudes psicològiques i legals.
En el moment de la seua fundació hi formaven part uns 52 clubs. Als seus inicis van denunciar una "persecució sense límits" els últims anys. El juny de 2006 ja hi formaven part un centenar de clubs. I demanà formar part de la patronal CEOE.